# Medlice (Jakartovice)
Medlice (německy Mödlitz) jsou bývalá, téměř zaniklá, vesnice a základní sídelní jednotka, tvořící součást obce Jakartovice v okrese Opava. Katastrální území Medlic nese označení Medlice u Budišova nad Budišovkou a měří 5,7 km². Medlice se nachází na účelové komunikace tři kilometry jihovýchodně od Slezské Harty a 7,5 kilometrů jihozápadně od Jakartovic. Leží v nadmořské výšce 490 metrů v těsné blízkosti severní části vodní nádrže Kružberk, východně od Medlic stojí vrch Hůra v nadmořské výšce 502 metrů a severovýchodně vrch Stráž s 548 metry.

## Historie
První písemná zmínka o obci pochází z roku 1249. Na počátku 13. století zde byl postaven hrad Medlice, který zde stával do druhé poloviny 15. století, pravděpodobně po tažení Matyáše Korvína zpustl. Hradní ruina byla rozebírána místními obyvateli na stavbu domů. V roce 1569 tu byl postaven dřevěný kostelík, na jehož místně v roce 1766 vznikl kamenný filiální kostel Navštívení Panny Marie. Během stavby císařské silnice z Opavy do Štramberka v letech 1775–1777 byly rozebrány zbylé kameny po hradu. V roce 1826 v Medlicích řádil velký požár. V roce 1890 zde žilo v 52 domech 332 obyvatel, v roce 1929 zde stálo 74 domů a v nich bydlelo 303 obyvatel. U řeky Moravice stála továrna na škrob.. Vedle vlastních Medlic patřila k obci i Moravská Harta.
V letech 1948–1955 zde byla vybudována vodní nádrž Kružberk, která zatopila i několik zdejších domů. Z důvodu zřízení prvního pásma hygienické ochrany byla později zbořena podstatná část zbývajících domů. Zůstaly stát tři domy a trafostanice. V lese jsou stále patrné zbytky domů, u cesty k přehradě zůstala kamenem vyzděná studna. V roce 1960 byly připojeny k Hořejším Kunčicím společně s Kerharticemi a osadou Moravská Harta. V roce 1974 se území této bývalé obce připojilo k Jakartovicím. Kostel Navštívení Panny Marie, který přečkal požár i zaplavení obce při výstavbě přehrady, byl zbořen v roce 1985. Medlice nemají status části obce, nýbrž tvoří spolu s Moravskou Hartou základní sídelní jednotku Medlice v rámci části Hořejší Kunčice, a představují tedy neevidovanou místní část Hořejších Kunčic.

## Obyvatelstvo
|           | 1869 | 1880 | 1890 | 1900 | 1910 | 1921 | 1930 | 1950 |
| --------- | ---- | ---- | ---- | ---- | ---- | ---- | ---- | ---- |
| Obyvatelé | 356  | 366  | 332  | 270  | 249  | 253  | 258  | 95   |
| Domy      | 48   | 60   | 50   | 51   | 62   | 63   | 66   | 59   |

## Pamětihodnosti
- Hrad Medlice zde stával od 13. století do roku 1574, kdy zpustl za tažení Matyáše Korvína. Trosky stavby i opevnění rozebírali místní obyvatelé na stavbu domů a v letech 1775–1777 část sebrali stavebníci na výstavbu císařské silnice. Přesto jsou stále stopy po stavbě i opevnění patrné.[6]